# Hyperolius nitidulus
Hyperolius nitidulus là một loài ếch thuộc họ Hyperoliidae.
Loài này có ở Bénin, Burkina Faso, Cameroon, Cộng hòa Trung Phi, Gambia, Ghana, Guinea, Bờ Biển Ngà, Mali, Nigeria, Sénégal, Sierra Leone, có thể có ở Tchad, Cộng hòa Dân chủ Congo, Guiné-Bissau, Liberia, Mauritanie, Niger và Togo.
Môi trường sống tự nhiên của chúng là xavan khô, xavan ẩm, vùng cây bụi khô khu vực nhiệt đới hoặc cận nhiệt đới, vùng cây bụi ẩm khu vực nhiệt đới hoặc cận nhiệt đới, đồng cỏ khô nhiệt đới hoặc cận nhiệt đới vùng đất thấp, đồng cỏ nhiệt đới hoặc cận nhiệt đới vùng ngập nước hoặc lụt theo mùa, đồng cỏ nhiệt đới hoặc cận nhiệt đới vùng đất cao, sông ngòi, đầm nước, hồ nước ngọt, hồ nước ngọt có nước theo mùa, đầm nước ngọt, đầm nước ngọt có nước theo mùa, đất canh tác, vùng đồng cỏ, vườn nông thôn, các vùng đô thị, khu vực trữ nước, ao, hố lộ thiên, đất có tưới tiêu, đất nông nghiệp có lụt theo mùa, kênh đào và mương rãnh.